# Nowak (pociąg pancerny)
Pociąg pancerny nr 13 „Nowak” – pociąg pancerny sformowany i używany w czasie III powstania śląskiego.

## Historia

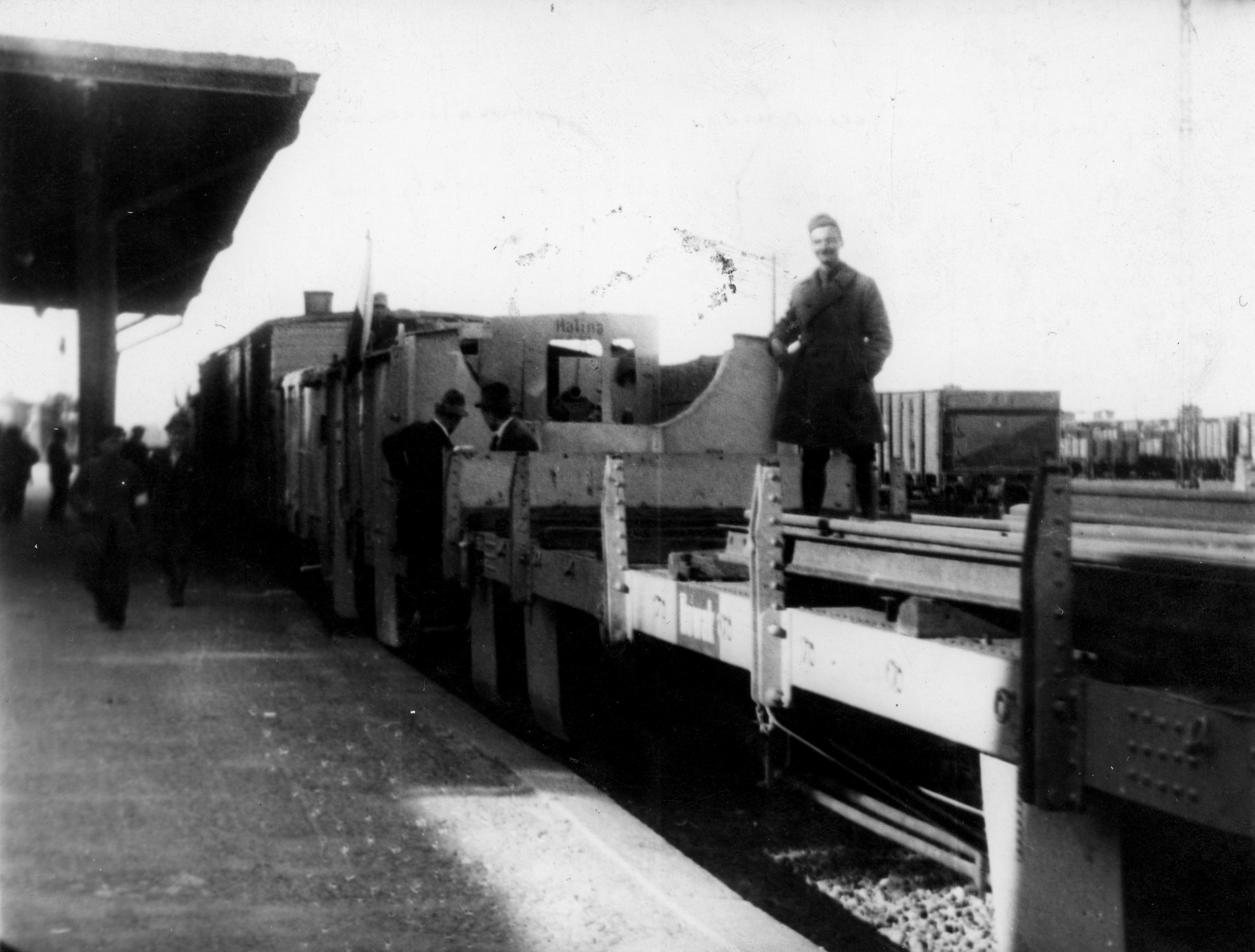
Pociąg pancerny „Nowak” na dworcu kolejowym. Widoczna czteroosiowa platforma oraz dwuosiowy wagon artyleryjski z francuską armatą górską kal. 65 mm „Halina”.

Pociąg został sformowany w dniach 13–15 maja 1921 roku w warsztatach kolejowych i hucie w Zawadzkiem. Początkowo otrzymał nazwę „Neugebauer” od pseudonimu dowódcy Grupy „Północnej” wojsk powstańczych kpt. Alojzego Nowaka ps. Neugebauer a później otrzymał nazwę „Nowak”. Po utworzeniu w wojskach powstańczych 1 czerwca 1921 roku Inspektoratu Pociągów Pancernych otrzymał jeszcze numer 13. Jego stacją macierzystą było Zawadzkie.
Po sformowaniu już w dniu 16 maja uczestniczył w walkach w rejonie Zębowic. Następnie w dniach 20–22 maja uczestniczył w obronie Zębowic, a potem w dniach 30–31 maja w walkach pod Szymiszowem.
W dniach 1–6 czerwca został skierowany do warsztatów kolejowych w Zawadzkiem, gdzie został poddany remontowi, otrzymał wtedy nowy parowóz. Otrzymał wtedy nową nazwę „Nowak II”. Po zakończeniu remontu skierowany został w rejon Lublińca, gdzie operował do końca powstania.
Na początku lipca osłaniał odwrót wojsk Grupy „Północ” do Herb pod Częstochową. Następnie jego skład wraz z pociągiem pancernym „Zygmunt Powstaniec” został w dniu 5 lipca 1921 roku skierowany do Kielc, skąd część składu pod nazwą „Nowak II” skierowano do Poznania, gdzie z części wagonów usunięto opancerzenie, a sam pociąg rozformowano.

## Załoga
Stan osobowy pociągu stanowiło 3 oficerów, 56 podoficerów i szeregowych, po remoncie ponad 73 żołnierzy, m.in.:
- dowódca – por. Jan Horst
- dowódca artylerii – por. Smoleński
- dowódca karabinów maszynowych – ppor. Tworek
- dowódca oddziału szturmowego – ks. płk. Rozicki, później pchor. Jaskier

## Skład pociągu pancernego „Nowak”
Skład i uzbrojenie:
- parowóz G7 częściowo opancerzony, po remoncie parowóz G8 całkowicie opancerzony
- 2 wagony artyleryjskie (przebudowane dwuosiowe węglarki), opancerzone blachą stalową o grubości 10 mm oraz betonem o grubości 200 mm i deską o grubości 50 mm, uzbrojenie wagonu: 1 francuska armata górska kal. 65 mm
- 2 wagony wyposażone w karabiny maszynowe (przebudowane dwuosiowe wapniarki), opancerzone blachą żelazną o grubości 1 mm oraz betonem o grubości 200 mm i deską o grubości 50 mm, uzbrojenie wagonu: 6 karabinów maszynowych
- wagon szturmowy, drewniany, osłonięty betonem, drzwi okryte blachą żelazną o grubości 10 mm
- 2 platformy kolejowe, osłonięte z przodu i z tyłu blachą żelazną o grubości 10 mm